# Моторов, Алексей Маркович
Алексей Маркович Моторов (род. 14 июля 1963 г. в Москве) — российский писатель, в прошлом работник реанимационного отделения московской Городской больницы № 7.

## Биография
Алексей Моторов родился 14 июля 1963 года в Москве. Окончил Первый медицинский институт им. Сеченова, работал санитаром, медбратом, врачом, сотрудником фармацевтической компании.

## Писательская деятельность
В 2012 году была выпущена дебютная книга Алексея Моторова «Юные годы медбрата Паровозова», представляющая собой воспоминания автора из медицинской практики в 1980-е годы. Главный герой — двадцатитрехлетний Алексей Моторов (Паровозов — это прозвище). Критики отмечают, что сразу видно, что роман написан «человеком к медицине как минимум близким», сочетание бесхитростного повествования и увлекательности, жизненности рассказанных историй, которая выделяет книгу Моторова из множества автобиографических книг о медиках. Уже через месяц после выхода книги, она стала «Книгой месяца» по версии магазина «Москва». По итогам читательского интернет-голосования была удостоена приза читательских симпатий премии «НОС» Фонда Михаила Прохорова, а также вошла в длинный список «Большой книги».
В 2014 году было выпущено продолжение книги — «Преступление доктора Паровозова». В этом романе Моторов не только описал жизнь своего лирического героя, но и продумал детективный сюжет, события которого происходят в октябре 1993 года. Критики отмечают, что «по сравнению с первой вторая книга умело собрана композиционно: трудно оторваться от череды переплетающихся врачебных и пионерских буден, и даже простенькая история в изложении „доктора Паровозова“ звучит увлекательно», а также то, что в обеих книгах автору удалось не скатиться к чистой развлекательности и «сделать то, что принято называть литературой».
В 2017 году вышел из Русского ПЕН-центра, заявив, что «Русский ПЕН перестал соответствовать своему предназначению, а именно — быть правозащитной организацией, отстаивающей свободу слова».